# Жилкин, Александр Александрович
Жи́лкин Алекса́ндр Алекса́ндрович (род. 26 августа 1959, с. Цветное, Астраханская область, СССР) — российский государственный и политический деятель. Губернатор Астраханской области с 23 декабря 2004 по 26 сентября 2018 (врио 17 августа — 3 ноября 2004).

## Биография
В 1981 году окончил физико-математический факультет Астраханского государственного педагогического института. После окончания института работал учителем, завучем, а затем директором Каспийской восьмилетней школы (посёлок Каспий Камызякского района Астраханской области).
С 1986 года — второй секретарь, с 1987 года — первый секретарь Камызякского райкома ВЛКСМ.
В 1988—1990 годах — первый секретарь Астраханского обкома ВЛКСМ.
В 1990—1993 годах — народный депутат России, член Верховного Совета России, член фракции «Смена (Новая политика)», член комитета Верховного Совета по делам молодёжи, член конституционной комиссии. В августе 1991 года принимал участие в защите Белого дома, за что был награждён медалью «Защитнику свободной России».
С 2012 по 2017 годы входил в состав Высшего совета партии «Единая Россия».

### Первый заместитель губернатора Астраханской области
28 августа 1991 года указом президента Ельцина был образован новый орган руководства — администрация Астраханской области, а главой администрации назначен Анатолий Гужвин, бывший председатель исполкома областного Совета народных депутатов. Тогда же Гужвин назначил Жилкина своим первым заместителем.
В 1996 году окончил Российскую академию государственной службы, кандидат экономических наук, доктор биологических наук, почётный профессор Астраханского государственного технического университета.

### Губернатор Астраханской области
Летом 2004 года были назначены очередные выборы губернатора Астраханской области — на 5 декабря 2004 года. Гужвин должен был снова баллотироваться в губернаторы. Однако в августе Анатолий Петрович скоропостижно скончался на 59-м году жизни. Александр Жилкин, как первый заместитель, стал и. о. губернатора. Досрочные выборы Государственная дума Астраханской области не стала переносить и назначила на ранее запланированную дату. Жилкин заявил об участии в выборах и, став одним из кандидатов, ушёл в предвыборный отпуск. В связи с этим 3 ноября президент России Владимир Путин назначил временно исполняющим обязанности губернатора Астраханской области Александра Глазкова. На выборах 5 декабря 2004 года Александр Жилкин победил в первом туре, набрав 65,34 % голосов. Он был избран на 5 лет.
Сразу после избрания Жилкин инициировал реформирование органов исполнительной власти Астраханской области.
С 30 марта по 29 сентября 2006, с 22 февраля по 3 октября 2013 и с 6 апреля по 22 ноября 2016 — член президиума Государственного совета Российской Федерации.
Весной 2007 года губернатор Жилкин подписал новый Устав Астраханской области.
На выборах в Государственную Думу РФ V созыва 2 декабря 2007 года возглавлял региональный список партии «Единая Россия».
Полномочия Жилкина истекали в декабре 2009 года. Согласно принятым ранее законодательным нормам, кандидатуры на должность губернатора предлагала президенту РФ партия, имеющая большинство в Госдуме Астраханской области. На тот момент это была «Единая Россия». Партия предложила снова Жилкина, а также его заместителя Константина Маркелова и спикера областной думы Александра Клыканова. При этом наблюдатели не сомневались, что утверждён будет именно действующий губернатор. 30 ноября президент РФ Дмитрий Медведев внёс в Госдуму Астраханской области кандидатуру Жилкина для наделения полномочиями на новый пятилетний срок. 9 декабря депутаты Астраханской областной думы утвердили кандидатуру Жилкина — за это проголосовали все 53 депутата.
В 2012 году было решено возвратить прямые выборы глав регионов России. Соответствующий закон вступал в силу с 1 июня 2012 года.
В 2014 году выборы губернатора были назначены на единый день голосования 14 сентября 2014 года, хотя губернаторский срок Жилкина заканчивался лишь 24 декабря 2014 года — таким образом он был несколько сокращён. Жилкин был выдвинут партией «Единая Россия» на новый 5-летний срок. Набрав на выборах 75,28 % голосов он был избран в первом туре. Вступил в должность 19 сентября.
В рейтинге эффективности губернаторов, опубликованном в октябре 2015 года Фондом развития гражданского общества, занимает последнее 83-е место. По итогам 2015 года от ФРГО поднялся на 82 место.
26 сентября 2018 года подал заявление о досрочном прекращении полномочий Губернатора Астраханской области, которое было удовлетворено Президентом России Владимиром Путиным в тот же день.

## Семья
Вдовец, имеет двух дочерей (Наталья и Ирина) и сына (от второго брака).
Жена, Жилкина Вера Викторовна (1959—2014), учредитель фонда «Шаг навстречу». Владела акциями коммерческого банка, название которого не раскрывается. Скончалась в 2014 году.

## Награды

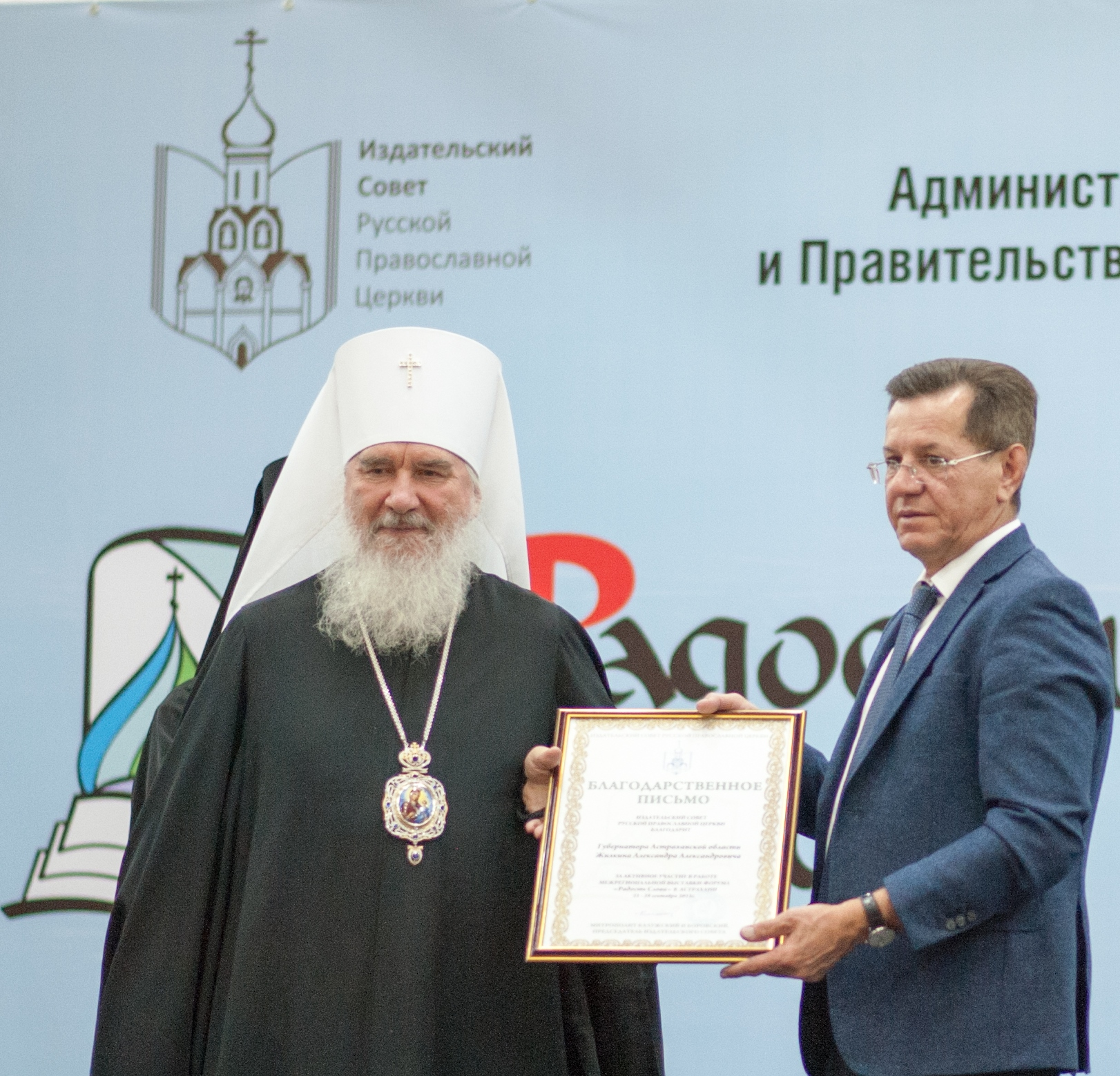
Митрополит Климент вручает губернатору Астраханской области А. А. Жилкину благодарственное письмо Издательского совета РПЦ. Астраханский православный народный форум, 21 сентября 2015 года

- Орден «За заслуги перед Отечеством» IV степени (25 января 2010 года) — за большой вклад в социально-экономическое развитие области и многолетний добросовестный труд[16]
- Орден Александра Невского (2018)[17]
- Орден Почёта (27 января 2003 года) — за достигнутые трудовые успехи и многолетнюю добросовестную работу[18]
- Орден Дружбы (11 ноября 1998 года) — за заслуги перед государством, многолетний добросовестный труд и большой вклад в укрепление дружбы и сотрудничества между народами[19]
- Медаль «Защитнику свободной России» (6 мая 1993 года) — за исполнение гражданского долга при защите демократии и конституционного строя 19-21 августа 1991 года, большой вклад в проведение в жизнь демократических преобразований, укрепление дружбы и сотрудничества между народами[20]
- Почётная грамота Президента Российской Федерации (27 января 2010 года) — за активное участие в подготовке и проведении заседаний Государственного совета Российской Федерации[21]
- Почётная грамота правительства Российской Федерации (26 августа 2009 года) — за большой вклад в социально-экономическое развитие Астраханской области[22]
- Медаль «За содействие в обеспечении специальных программ» (ГУСП, 2009 год) — за внесение значительного вклада в реализацию специальных программ Российской Федерации[23]
- Благодарственное письмо Главы Чеченской Республики (4 июня 2013 года) — за профессиональную подготовку и безупречную службу сотрудников Оперативной  группы ФСИН России, направленных для выполнения служебно-боевых задач по охране и обороне комплекса правительственных зданий и сооружений Чеченской Республики[24]
- Орден преподобного Сергия Радонежского I степени Русской Православной церкви
- Почётный гражданин города Астрахани (2008)
- Именной почётный знак «За гражданские заслуги» I степени (Астрахань, 10 декабря 2007 года) — за огромную поддержку, направленную на всестороннее социально-экономическое развитие города Астрахани, расширение производства, улучшение жизненного уровня горожан, их социального обеспечения, сохранение мира и дружбы между народами, дальнейшее развитие благотворительности, меценатства, и в преддверии 450-летнего юбилея города[25]
- Орден Достык (Казахстан, 5 декабря 2008 года) — за активную общественную деятельность, укрепление дружбы и сотрудничества между народами, за заслуги перед государством[26]
- Юбилейная медаль «20 лет независимости Республики Казахстан» (2011)[27]
- Орден «Дружба» (Азербайджан, 26 ноября 2013 года) — за особые заслуги в развитии экономических и культурных связей между Азербайджанской Республикой и Российской Федерацией[28]
- Медаль «Махтумкули Фраги» (Туркменистан, 2014)[29]
- Медаль «Аль-Хамд» на встрече с Талгат Таджуддин 13 мая 2016 года[30]
- Орден «За заслуги перед Астраханской областью»
- Орден «Аль-’Иззат» степени «Сагид бин Зайд радыяЛЛаhу’анhу» (22 ноября 2017 года, ЦДУМ)[31]